# مید
مید (به هلندی: Made) یک روستا در استان برابانت شمالی، هلند است که در شهرستان دریملن واقع شده‌است.
در بین سال‌های ۱۹۹۷ و ۱۹۹۸ اسم شهرستان نیز مید بود که بعدا به دریملن تغییر یافت. مید با ۱۷هزار سکنه بزرگ‌ترین روستا در شهرستان دریملن است.